# (53055) 1998 XT14
1998 أكس تي 14 (ويعرف أيضًا باسم (53055) 1998 أكس تي 14 وفق تسمية الكوكب الصغير) (بالإنجليزية: 1998 XT14)‏ هو كويكب ضمن حزام الكويكبات؛ وترتيبه 53055 من حيث الاكتشاف.
اكتُشف هذا الجُرم الفلكي بواسطة OCA–DLR Asteroid Survey ‏ في 15 ديسمبر 1998.

## وصلات خارجية
- (53055) 1998 XT14 في قاعدة بيانات مختبر الدفع النفاث لأجرام النظام الشمسي الصغيرة

- الاكتشاف · مخطط المدار ·  العناصر المدارية · المعلمات المادية

- (53055) 1998 XT14 على موقع ويكي سكاي: DSS2, SDSS, GALEX, IRAS, Hydrogen α, X-Ray, Astrophoto, Sky Map, Articles and images